# Stéphane Breton (acteur)
Pour les articles homonymes, voir Stéphane Breton et Breton (homonymie).
Stéphane Breton est un comédien québécois, né le 7 juin 1969 à Lauzon (aujourd'hui ville de Lévis depuis 1989).

## Biographie
Sa famille résidait sur la rue Saint-Joseph dans la paroisse Sainte-Bernadette-Soubirous et il a été élevé sur la rue Hypolite-Bernier. Stéphane est sorti du Conservatoire d'art dramatique de Montréal en 1996. 
On a pu le voir à la télévision dans plusieurs séries dont Smash (Martial l’entraîneur de François), 2 frères (Michel Guilbert), Mon meilleur ennemi (Michel Lebeau) et Nouvelle Adresse (l'enquêteur Lessard). 
Au cinéma il a tourné notamment dans Le Petit Ciel (2000), Les Gingras Gonzalez (2000), Québec-Montréal (2002) et Nez rouge (2003). Il est de la distribution de Il était une fois dans le trouble où il tient le rôle de Réal, ainsi que du film Le Bonheur des autres en 2011 où il joue le rôle de Yves. En 2012, il joue dans le film Camion de Rafaël Ouellet. Il assume également le rôle de Bruno Gendron dans un épisode de Subito texto en 2014.

## Source
- Vieux-Lévis (page Facebook)